# Soufiane Laghmouchi
Soufiane Laghmouchi (Barneveld, 10 augustus 1990) is een Nederlands profvoetballer van Marokkaanse afkomst.
Laghmouchi kan zowel voorin als op het middenveld uit de voeten. Hij voegde zich in het seizoen 2010/11 bij de selectie van AGOVV. Daarvoor voetbalde hij in voetbalacademie Vitesse/AGOVV. Hij debuteerde op 13 augustus 2010 voor AGOVV tegen Fortuna Sittard. Na het faillissement van AGOVV in januari 2013 stapte hij over naar FC Volendam. Begin juli 2014 liep Laghmouchi stage bij FC Emmen. Na een wedstrijd tegen WKE is besloten om hem een contract van een jaar bij Emmen aan te bieden. Hij tekende in de zomer 2015 bij GVVV, maar koos uiteindelijk toch voor FC Volendam. Na een seizoen moest de speler de club verlaten. Op 30 augustus 2016 tekende hij bij Zweeds tweedeklasser AFC United. Hier kwam hij echter niet verder dan een plaats op de reservebank, waarna hij in januari 2017 terugkeerde naar Nederland om (alsnog) bij GVVV te gaan spelen. In het seizoen 2020/21 speelde hij voor SV TEC.